# 큰궁둥구멍
큰궁둥구멍(greater sciatic foramen), 또는 대좌골공은 인간 골반 뒤쪽에 있는 구멍(foramen, opening)이다. 이 구멍은 엉치결절인대(sacrotuberous ligament) 와 엉치가시인대(sacrospinous ligament)에 의해 형성된다. 궁둥구멍근(piriformis muscle)이 큰궁둥구멍을 통해 지나가며 구멍 대부분을 메우고 있다. 여성의 큰궁둥구멍이 남성보다 크다.

## 구조
다음과 같은 구조물들에 의해 경계가 지어진다.
- 앞가쪽 경계: 엉덩뼈의 큰궁둥패임(greater sciatic notch)[1]
- 뒤안쪽 경계: 엉치결절인대[1]
- 아래쪽 경계: 엉치가시인대와 궁둥뼈가시(ischial spine)[1]
- 위쪽 경계: 앞엉치엉덩인대(anterior sacroiliac ligament)

## 기능
큰궁둥구멍을 통해 골반을 빠져나가는 궁둥구멍근이 구멍의 대다수를 차지한다. 큰궁둥구멍을 궁둥구멍근에 의해 두 부분으로 나눠, 위쪽의 구멍을 궁둥구멍근위구멍(suprapiriform foramen), 아래쪽의 구멍을 궁둥구멍근아래구멍(infrapiriform foramen)이라고 한다.
다음 구조물들도 큰궁둥구멍을 통해 골반을 빠져 나온다.
- 궁둥구멍근 위쪽으로 나오는 구조물: 위볼기동맥(superior gluteal nerve), 위볼기신경(superior gluteal nerve)
- 궁둥구멍근 아래쪽으로 나오는 구조물: 아래볼기동맥, 아래볼기정맥(inferior gluteal vessels), 속음부동맥, 속음부정맥(internal pudendal vessels), 아래볼기신경(inferior gluteal nerve), 음부신경(pudendal nerve), 뒤넙다리피부신경(posterior femoral cutaneous nerve), 속폐쇄근신경(nerve to obturator internus), 넙다리네모근신경(nerve to quadratus femoris)

## 같이 보기
- 작은궁둥구멍

## 참고 문헌
이 문서는 현재 퍼블릭 도메인에 속하는 그레이 해부학 제20판(1918) page 309의 내용을 기초로 작성된 글이 포함되어 있습니다.
1. 1 2 3  Chaitow, Leon; DeLany, Judith (2011년 1월 1일).  Chaitow, Leon; DeLany, Judith, 편집. 《Chapter 11 - The pelvis》 (영어). Oxford: Churchill Livingstone. 299–389쪽. ISBN 978-0-443-06815-7.
2. ↑  Rohen, Johannes W. (2006). 《Color atlas of anatomy : a photographic study of the human body》 6판. Stuttgart: Schattauer. ISBN 978-0-7817-9013-0.
3. ↑  “Greater Sciatic Foramen - Wheeless' Textbook of Orthopaedics”. wheelessonline.com. 2016년 12월 27일에 확인함.